# Lioudmila Smirnova
Pour les articles homonymes, voir Smirnova.
Lioudmila Stanislavovna Smirnova Ulanova (en russe : Людмила Станиславовна Смирнова Улановa), connue simplement sous le nom de Lioudmila Smirnova, est une patineuse artistique russe ayant patiné dans les années 1970 sous les couleurs de l'Union soviétique. Elle est née le 21 juillet 1949 à Leningrad.

## Biographie

### Carrière sportive
Lioudmila Smirnova débute en patinage artistique en 1955 et devient un membre de l'équipe nationale en 1968. Avec son partenaire Andrei Suraikin et entrainée par Maya Belenkaya, elle est vice-championne olympique aux Jeux olympiques de 1972, triple vice-championne du monde et triple vice-championne d'Europe de 1970 à 1972. Smirnova se sépare ensuite de Suraikin à l'issue des Jeux de 1972, rejoignant Alexeï Oulanov, de qui elle est tombée amoureuse.
Lioudmila Smirnova et Alexeï Oulanov patinent pendant deux saisons. Ils remportent la médaille d'argent aux championnats du monde et d'Europe de 1973. La saison suivante, ils sont vice-champions du monde et remportent la médaille de bronze mondiale.

### Famille
Lioudmila Smirnova et Alexeï Oulanov se marient et ont deux enfants, Nikolai Oulanov et Irina Oulanova. Cette dernière a patiné avec Alexandre Smirnov ainsi qu'avec Maksim Trankov pendant trois ans.

### Hommage
Smirnova est récipiendaire de la médaille du Héros du travail socialiste en 1972.

## Palmarès
Avec deux partenaires:
- Andrei Suraikin (6 saisons : 1966-1972)
- Alexeï Oulanov (2 saisons : 1972-1974)

| Compétitions principales        | 1967    | 1968    | 1969    | 1970    | 1971    | 1972    |  | 1973    | 1974    |  |  |  |  |  |
| Jeux olympiques d'hiver         |         |         |         |         |         | 2e      |  |         |         |  |  |  |  |  |
| Championnats du monde           |         |         |         | 2e      | 2e      | 2e      |  | 2e      | 2e      |  |  |  |  |  |
| Championnats d’Europe           |         |         |         | 2e      | 2e      | 2e      |  | 2e      | 3e      |  |  |  |  |  |
| Championnats d'Union soviétique |         |         | 4e      | 2e      | 2e      |         |  | 3e      |         |  |  |  |  |  |
|                                 |         |         |         |         |         |         |  |         |         |  |  |  |  |  |
| Autre Compétition               | 1966/67 | 1967/68 | 1968/69 | 1969/70 | 1970/71 | 1971/72 |  | 1972/73 | 1973/74 |  |  |  |  |  |
| Moscou Skate                    | 3e      |         |         | 2e      | 1re     | 2e      |  |         | 1re     |  |  |  |  |  |
|                                 |         |         |         |         |         |         |  |         |         |  |  |  |  |  |